# Государственный комитет по работе с диаспорой Азербайджана
Государственный комитет по работе с диаспорой Азербайджана — государственный орган Азербайджана. Отвечает за установление и поддержание контактов с азербайджанской диаспорой за рубежом и поддержку азербайджанцев всего мира в их усилиях по достижению национального единства.

## История
После восстановления независимости Азербайджана в 1991 году поддержка азербайджанцев в других странах в защите национальных интересов Азербайджана стала приоритетом для правительства Азербайджана. Для того, чтобы способствовать улучшению связей с этническими азербайджанцами во всем мире, сохранить свою национальную идентичность, создать сеть азербайджанских организаций по всему миру для обеспечения национальной солидарности, 23 мая 2001 года президент Азербайджана Гейдар Алиев подписал распоряжение о проведении I Съезда азербайджанцев мира. 
I Съезд азербайджанцев мира был проведен 9-10 ноября 2001 года. Четыре сотни представителей диаспоры из более чем 200 организаций из 36 стран приняли участие в съезде. В конференции приняли участие более 700 представителей и 844 гостей из 130 государственных и общественных организаций Азербайджана, представители 25 политических партий.
На съезде Гейдар Алиев отметил необходимость создания единого учреждения для ведения дел, связанных с проживающими за рубежом азербайджанцами.
5 июля 2002 года был создан Государственный комитет по работе с азербайджанцами, проживающими за рубежом.
27 декабря 2002 года с целью обеспечить сплочение вокруг национальных интересов Азербайджана был подписан закон «О государственной политике в отношении азербайджанцев, проживающих за рубежом».
19 ноября 2008 года Государственный комитет по делам азербайджанцев, проживающих за рубежом был преобразован в Государственный комитет по работе с диаспорой.

## Общие сведения
Основные функции комитета — помощь азербайджанцам, проживающих за рубежом с тем, чтобы сохранять и развивать национальную идентичность, изучение и популяризация родного языка, создание благоприятных условий для азербайджанцев, проживающих за рубежом, чтобы создавать и развивать тесные связи с государственными органами и НПО в Азербайджане; привлечение этнических азербайджанцев к содействию в экономическом, социальном и культурном развитии Азербайджана; способствовать сохранению национальной идеи и национально-культурных ценностей, обеспечению всемирной солидарности азербайджанцев всего мира; инвестировать и привлечь инвестиции в Азербайджан; проводить мероприятия, имеющие важное значение для азербайджанской нации, такие как Ходжалинская резня, Черный январь и День геноцида азербайджанцев.
14 мая 2009 года был принят устав Государственного комитета по работе с диаспорой. 
Комитет возглавляется председателем и заместителем председателя.
Комитет сотрудничает с другими центральными и местными органами исполнительной власти и муниципалитетами, дипломатическими представительствами Азербайджана в других странах, неправительственными организациями, работающими с азербайджанцами, проживающими за рубежом.
Комитет обеспечивает организационную, информативную помощь в виде материалов (книги, публикации, фильмы) и культурную помощь азербайджанцам, проживающих за рубежом и диаспорным организациям, созданным ими.
Комитет поддерживает связи с соотечественниками в более, чем 70 странах. На июнь 2025 года в 20 странах действуют 30 домов Азербайджана. Созданы координационные советы диаспоры.

### Обязанности комитета
- оказание поддержки и помощи проживающим за рубежом азербайджанцам в установлении связей созданных ими организаций с дружественными диаспорами;
- информирование проживающих за рубежом азербайджанцев, а также другие дружественные диаспоры о новшествах и развитии в Азербайджанской Республике;
- координация деятельности других органов, деятельность которых связана с диаспорой;
- обеспечение в рамках своих полномочий реализацию международных договоров;
- обеспечение распространения национально-духовных ценностей среди азербайджанских граждан и проживающих за рубежом азербайджанцев;
- оказание помощи и поддержки культурным центрам, культурно-просветительским организациям и другим творческим центрам и организациям азербайджанцев, проживающих за рубежом;
- оказание проживающим за рубежом азербайджанцам поддержки и помощи в налаживании взаимных связей с Родиной;
- оказание помощи и поддержки проживающим за рубежом азербайджанцам по обеспечению своих национальных и гражданских прав;
- обеспечение эффективного использования по назначению бюджетных средств, предназначенных для работы с диаспорой;
- обеспечение населения информацией о своей деятельности;
- обеспечение подготовки кадров в сфере организации деятельности диаспоры;
- рассматривание заявлений и жалоб в связи с деятельностью Комитета;
- оказание поддержки и помощи формированию азербайджанской диаспоры в зарубежных странах;
- осуществление мероприятий, направленных на защиту национальных и гражданских прав проживающих за рубежом азербайджанцев;
- оказание поддержки и помощи азербайджанцам, проживающим за рубежом, их общественным организациям, а также при необходимости дружественным диаспорским структурам для участия в мероприятиях республиканского и международного значения;
- выполнение других обязательств, предусмотренных законодательством согласно направлениям деятельности.[5]

### Права комитета
- подготовка и участие в разработке проектов законодательных актов в сфере работы с диаспорой;
- сотрудничество с международными организациями с целью обеспечения защиты прав живущих за рубежом азербайджанцев;
- реализация информативной и издательской деятельности, разработка сайты и их применение в связи с живущими за рубежом азербайджанцами, учрежденными ими диаспорскими организациями, а также другими дружественными диаспорами;
- учреждение комиссий, координационных и экспертных советов, рабочих групп для проживающих за рубежом азербайджанцев;
- осуществление других прав, связанных с направлениями деятельности комитета. [5]

## Структура
В состав комитета входят:
- отдел по работе с Россией, Украиной, Белоруссией и Молдовой
- отдел по работе со странами Европы
- отдел по работе со странами Америки, Великобританией и Израилем
- отдел по работе со странами Азии, Австралией и Океанией
- отдел по работе с тюркоязычными странами и Грузией
- отдел по управлению проектами и гуманитарным вопросам
- отдел международных связей и по работе с молодёжью

При комитете действует Фонд поддержки азербайджанской диаспоры.

## Деятельность
Проводятся встречи представителей комитета с представителями диаспоры Азербайджана в различных странах мира.
Проводится съезд азербайджанцев мира, объединяющий представителей диаспоры.
Учреждена медаль Азербайджанской Республики «За заслуги в диаспорской деятельности». Медаль присваивается активным деятелям диаспоры в различных странах.
В феврале 2010 года Ближневосточный университет (Турецкая республика Северного Кипра) и Комитет подписали взаимное соглашение в сфере образования, культуры и искусства, на основе которого 20 азербайджанцев из Грузии получали право на бесплатное образование в Ближневосточном Университете. Обучение в университет ведётся на английском языке и в таких направлениях как туризм и управление отелем, отношения с ЕС, финансы и банковское дело, экономика, управление и маркетинг, политология, международные отношения , международный менеджмент, радио, телевидение и кино. После проведения открытого собеседования 18 азербайджанцев получили право на бесплатное образование. Учитывая, что многие из этих студентов были из малоимущих семей, Государственный комитет по работе с диаспорой обязался платить каждому стипендию в 300 долл. США.
9 декабря 2022 года комитетом в Стамбуле организована встреча азербайджанских учёных со всего мира. Во встрече приняли участие 25 учёных из 19 стран.
27 ноября 2023 года комитетом подписан меморандум о взаимопонимании с Ассамблеей народа Кыргызстана.
В 2023 году комитетом и общинами Азербайджана за рубежом проведено более 200 различных мероприятий. Количество домов Азербайджана за рубежом доведено до 28.
Действует официальный канал Youtube «Diaspor TV», выпускающий программу «Родина не далеко».
Также действует радиостанция «Diaspor FM». На радиостанцию приглашаются гости из Азербайджана и из-за рубежа.
Организуются летние и зимние лагеря диаспорской молодежи.
Комитет организует следующие программы
- «Развитие лидерства»
- «Сеть диаспорской молодежи»
- Молодежная программа «1+1»
- Электронная академия
- «Мозговой штурм»
- «Волонтеры диаспоры»
- Форумы молодежи тюркоязычных государств, азербайджанских ученых, врачей, инженеров, проживающих за рубежом
- Форумы азербайджанских студентов, обучающихся за рубежом

Организуются конференции, посвящённые истории и современному периоду Азербайджана.

### 2024
На апрель 2024 года комитетом рассмотрено 7 093 обращения азербайджанцев, проживающих в Турции. Комитетом принят план мероприятий, связанных с лицами, предположительно являющимися гражданами Азербайджана, эмигрировавшими в Турцию в 1990-х годах.
При поддержке комитета с 9 по 11 сентября 2024 года в Баку проведён Форум азербайджанских учёных, проживающих за рубежом. В форуме приняли участие более 80 азербайджанских ученых из 23 стран, всего около 200 местных и зарубежных деятелей науки.

### Январь - сентябрь 2024
За 9 месяцев 2024 года сотрудники комитета провели 218 встреч с азербайджанцами, проживающими за рубежом. Во встречах приняло участие 4827 человек. Также проведены 163 встречи с официальными лицами.
В комитете проведены встречи с 933 членами диаспоры, посетившими Азербайджан.
Рассмотрены 2 434 обращения граждан, поступившие на электронную почту. 
Составлено 14 644 документа. Обработано 1 036 звонков.
71 студент прошёл в комитете производственную практику.
Подготовлено 1 011 пресс-релизов. Из них 262 политического, 187 — культурного, 562 — просветительского характера. Информация размещена комитетом на 100 новостных сайтах, каналах азербайджанского телевидения, кабельных каналах, каналах Youtube.
В зарубежных СМИ опубликовано 729 статей.
В эфире Общественного телевидения ежемесячно два раза в месяц выходила программа «Родина не далеко». Съемки выпусков проводились в США, Казахстане, Италии, Турции, Германии.
Сотрудники комитета и представители диаспоры более 500 раз выступили на азербайджанском телевидении.

## Фонд поддержки азербайджанской диаспоры
Фонд поддержки азербайджанской диаспоры создан 6 июля 2018 года. Фонд призван способствовать сохранению национальных и духовных ценностей азербайджанцев за рубежом.
Фондом поддерживается издание диаспорами Азербайджана книг, журналов, подготовка документальных фильмов, выпуск дисков.
Фонд оказывает гуманитарную помощь пострадавшим от землетрясения 6 февраля 2023 года в Турции.

## Председатели
- Назим Ибрагимов (5 июля 2002 — 23 апреля 2018)[21]
- Фуад Мурадов (c 23 апреля 2018)[22]

## Документы
- Устав Государственного Комитета по Работе с Диаспорой